# Кубок Сирії з футболу 2020—2021
Кубок Сирії з футболу 2020—2021 — 51-й розіграш кубкового футбольного турніру у Сирії. Титул володаря кубка вдруге здобув Джебла.

## Календар
| Раунд        | Дата              | Матчі | Клуби   |
| ------------ | ----------------- | ----- | ------- |
| Перший раунд | 23-27 грудня 2020 | 12    | 44 → 32 |
| 1/16 фіналу  | 11-12 січня 2021  | 16    | 32 → 16 |
| 1/8 фіналу   | 26-27 січня 2021  | 8     | 16 → 8  |
| 1/4 фіналу   | 4-5 квітня 2021   | 4     | 8 → 4   |
| 1/2 фіналу   | 19 квітня 2021    | 2     | 4 → 2   |
| Фінал        | 5 травня 2021     | 1     | 2 → 1   |

## 1/8 фіналу
| Команда 1      | Рахунок      | Команда 2        |
| -------------- | ------------ | ---------------- |
| 26 січня 2021  |              |                  |
| Хуррія (2)     | 2:3          | Джебла           |
| Гуттін         | 2:0          | Аль-Фотува       |
| Аль-Ватба      | 1:0          | Аль-Сахель       |
| Аль-Вахда      | 2:0          | Аль-Хорджелах    |
| 27 січня 2021  |              |                  |
| Тішрін         | 0:1          | Аль-Джаїш        |
| Аль-Карама     | 5:0          | Аль-Мухаррам (2) |
| Аль-Талія      | 0:0 пен. 3:4 | Аль-Іттіхад (2)  |
| Аль-Наваїр (2) | 1:2          | Аль-Шорта        |

## 1/4 фіналу
| Команда 1     | Рахунок      | Команда 2       |
| ------------- | ------------ | --------------- |
| 4 квітня 2021 |              |                 |
| Аль-Шорта     | 0:1          | Джебла          |
| 5 квітня 2021 |              |                 |
| Гуттін        | 3:1          | Аль-Джаїш       |
| Аль-Ватба     | 1:1 пен. 3:4 | Аль-Карама      |
| Аль-Вахда     | 0:0 пен. 4:5 | Аль-Іттіхад (2) |

## 1/2 фіналу
| Команда 1      | Рахунок      | Команда 2       |
| -------------- | ------------ | --------------- |
| 19 квітня 2021 |              |                 |
| Аль-Карама     | 1:2          | Джебла          |
| Гуттін         | 0:0 пен. 3:2 | Аль-Іттіхад (2) |

## Фінал
| 5 травня 2021 22:00 (EEST) |

| Джебла | 0:0 пен. 6:5 | Гуттін |
| ------ | ------------ | ------ |
|        | Протокол     |        |

| Тішреен, Дамаск |